# Fenoarivomijn
De Fenoarivomijn is een ijzermijn in Madagaskar. De mijn is gelegen in de regio Haute Matsiatra, nabij Fenoarivo. Het herbergt met een geschatte 100 miljoen ton een van de grootste voorraden ijzererts van Madagaskar en de wereld, met 40% ijzer.